# Pepper No. 30

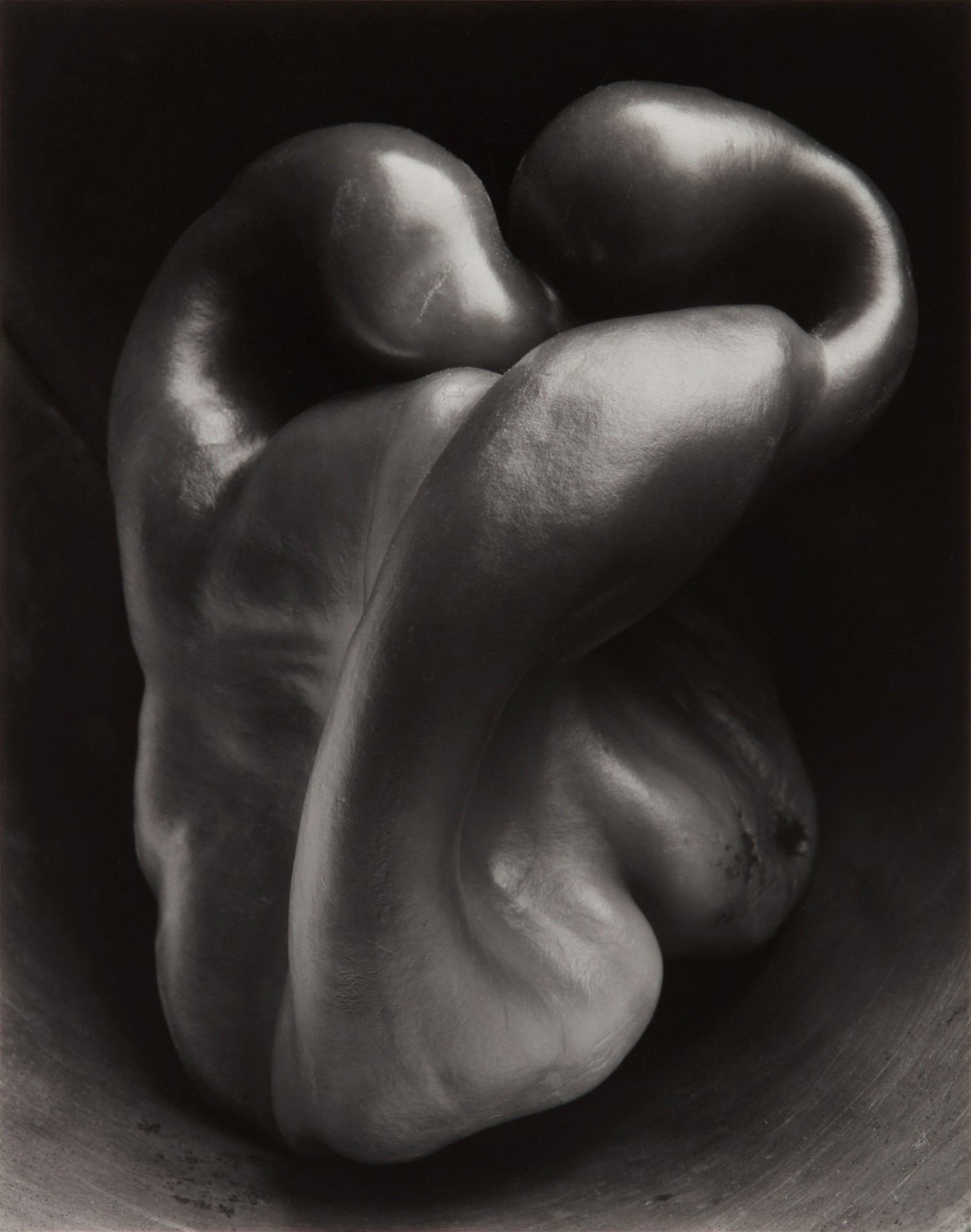
Edward Weston: Pepper No. 30 (1930)

A Pepper No. 30 (1930) Edward Weston híres fényképfelvétele egy paprikáról, mely hetekig tartó próbálkozás eredményeként született meg.

## Története
Weston az 1920-as években kezdett különböző tárgyakat fotózni. Az általa csendéleteknek hívott fotókon kagylók, zöldségek, gyümölcsök szerepeltek. Az első fotót egy paprikáról 1927-ben készítette, a kép vegyes fogadtatásra talált. Két évvel később látott hozzá új fotósorozatához, melynek témája kizárólag a paprika volt. 1929-ben mintegy 26 felvételt készített különböző paprikákról semleges vászon és muszlin hátterek előtt. Majd 1930 augusztusában újabb 30 fényképet készített. Ismét muszlin hátteret használt a fotózásnál, majd fehér kartonnal próbálkozott, de mindkét esetben a háttér és a paprika kontrasztját túl erősnek találta. Ezért új anyagot keresett, mely jobban megfelel az elképzelésének. 
Egy nagy bádogtölcsérre esett a választása, ebben helyezte el a zöldséget. A fény a tölcsér oldaláról visszaverődve sokkal jobban kiemelte a paprika formáit és a kontraszt is megfelelőnek tűnt. A látványt végül hat perces expozícióval örökített meg. Az elkészült fénykép azonban így is felülmúlta a várakozásait: „Van egy felvételem – messze a legjobb! Egy klasszikus, teljesen megfelelő paprika, de ez több mint egy paprika; egy absztrakció, mely teljesen elválik témájától.” – írta a felvételről Weston. Valóban. Első pillantásra talán nem is egy paprikára gondolnánk, hanem valami szokatlan formára, netán összefonódó emberi testekre. A felvétel az új tárgyiasság egyik méltó példája: Weston alkotásának középpontjában nem maga a paprika, hanem annak felülete, formája áll. 
Weston a hetekig tartó kísérletezés során ugyanazt az egy paprikát fotózta. A paprika jobb alsó felén jól kivehető a fonnyadás jele. A felvételhez Zeiss objektívvel felszerelt 8x10-es Ansco kamerát használt, a képkockából végül 24,1 × 19,2 cm-es méretű nyomatokat készített. A Pepper No. 30 különböző nyomatai ma több múzeum – a Center for Creative Photography, a New York-i Metropolitan Művészeti Múzeum, a Minneapolis Institute of Art és a rochesteri George Eastman House – tulajdonában vannak.